# Rostkronad snårsparv
Rostkronad snårsparv (Atlapetes pileatus) är en fågel i familjen amerikanska sparvar inom ordningen tättingar. Den är endemisk för bergstrakter i Mexiko. Arten minskar i antal men beståndet anses ändå vara livskraftigt.

## Kännetecken

### Utseende
Rostkronad snårsparv är en 14,5–16,5 cm lång sparv, inom sitt utbredningsområde distinkt med olivgrön ovansida, en huvudsakligen gul undersida (mot flankerna sotad) och en rostbrun hjässa som kontrasterar med mörka örontäckare. Ungfågeln liknar den adulta men saknar rostbrun hjässa, har ljusa vingband och är även ljusare under. Underarten dilutus är ljusare och större än nominatformen.

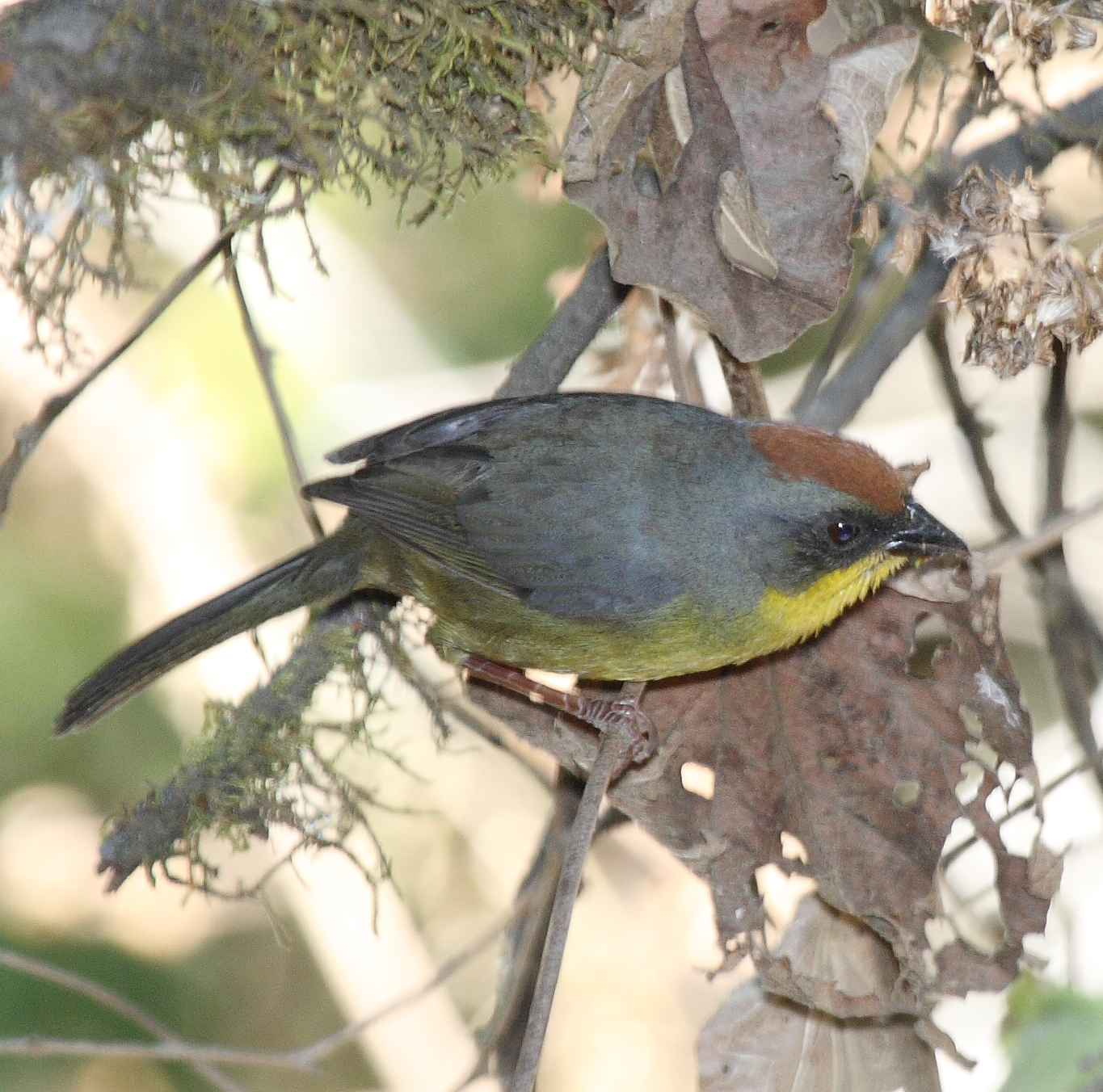

### Läte
Sången består av en till två tunna toner som följs av fyra tjippande, ibland utdraget till en drill. Lätet återges i engelsk litteratur som ett upprört "chik" eller "chi-chi-chi-chi".

## Utbredning och systematik
Rostkronad snårsparv är endemisk för höglänta områden i norra och centrala Mexiko på mellan 900 och 3500 meters höjd. Den delas in i två underarter med följande utbredning:
- A. p. dilutus – förekommer på norra mexikanska platån i sydvästra Chihuahua, Durango, sydöstra Coahuila, Nuevo León, sydvästra Tamaulipas och San Luis Potosí.
- A. p. pileatus – förekommer på södra mexikanska platån och södra bergstrakter från Sinaloa söderut till Michoacán, Guanajuato, Hidalgo och Veracruz samt i Guerrero, Oaxaca och Puebla

### Familjetillhörighet
Tidigare fördes de amerikanska sparvarna till familjen fältsparvar (Emberizidae) som omfattar liknande arter i Eurasien och Afrika. Flera genetiska studier visar dock att de utgör en distinkt grupp som sannolikt står närmare skogssångare (Parulidae), trupialer (Icteridae) och flera artfattiga familjer endemiska för Karibien.

## Levnadssätt
Rostkronad snårsparv hittas i buskområden eller undervegetation i fuktiga eller halvtorra höglänta ek- och tallskogar. Den ses i par eller i smågrupper, antagligen familjevis. Den livnär sig av olika sorters frön och insekter som den tar på eller nära marken, ibland i buskage. På marken ses den hoppa fram och vända blad på jakt efter föda. Ibland följer den myrsvärmar.

### Häckning
Arten häckar mellan april och augusti. Den bygger ett skålformat bo, huvudsakligen av gräs, som placeras nära marken i tät vegeation. Däri lägger den två ägg.

## Status och hot
Arten har ett stort utbredningsområde men tros minska i antal, dock inte tillräckligt kraftigt för att den ska betraktas som hotad. Internationella naturvårdsunionen IUCN listar därför arten som livskraftig (LC). Beståndet uppskattas till i storleksordningen 50 000 till en halv miljon vuxna individer.

## Taxonomi och namn
Rostkronad snårsparv beskrevs som art av Johann Georg Wagler 1831. Det vetenskapliga artnamnet pileatus betyder "med hätta".